# Плутово
Плутово (пол. Płutowo, нім. Plutowo) — село в Польщі, у гміні Києво-Крулевське Хелмінського повіту Куявсько-Поморського воєводства.
Населення — 338 осіб (2011).
У 1975-1998 роках село належало до Торунського воєводства.

## Демографія
Демографічна структура станом на 31 березня 2011 року:
|          | Загалом | Допрацездатний вік | Працездатний вік | Постпрацездатний вік |
| -------- | ------- | ------------------ | ---------------- | -------------------- |
| Чоловіки | 174     | 49                 | 115              | 10                   |
| Жінки    | 164     | 48                 | 98               | 18                   |
| Разом    | 338     | 97                 | 213              | 28                   |